# Ahmed Bahja
Ahmed Bahja (arab. أحمد البهجة, ur. 21 grudnia 1970 w Marrakeszu) – piłkarz marokański grający na pozycji napastnika.

## Kariera klubowa
Karierę piłkarską Bahja rozpoczął w klubie Kawkab Marrakesz. W 1989 roku zadebiutował w jego barwach w rozgrywkach pierwszej ligi marokańskiej. W 1991 roku zdobył Puchar Maroka, a w 1992 wywalczył swoje pierwsze mistrzostwo Maroka i drugie w historii klubu. W 1993 roku ponownie sięgnął po krajowy puchar, a w sezonie 1993/1994 z 14 golami na koncie został królem strzelców rodzimej ligi. W 1996 roku zdobył z drużyną Kawkab Puchar CAF.
Latem 1996 Bahja wyjechał za granicę i został zawodnikiem saudyjskiego Al-Ittihad Club. W 1997 roku został mistrzem Arabii Saudyjskiej oraz zdobywcą Pucharu Następcy Tronu. Mistrzem kraju został także w 1999 roku i wtedy też sięgnął po Azjatycki Puchar Zdobywców Pucharów. Latem odszedł do Al-Wasl Dubaj, a na początku 2000 roku został piłkarzem Al-Nasr z Rijadu. W sezonie 2000/2001 występował w libijskim Al-Ahly Trypolis. Natomiast w sezonie 2001/2002 ponownie grał w Al-Nasr.
Latem 2002 Ahmed wrócił do Maroka i został zawodnikiem Rai Casablanca, z którą zdobył Puchar CAF w 2003 roku. Ostatnie dwa lata kariery spędził w MAS Fez. Grał też w Al-Khartoum SC i Najm Marrakesz.

## Kariera reprezentacyjna
W reprezentacji Maroka Bahja zadebiutował w 1994 roku. Wcześniej w 1992 roku wystąpił z kadrą olimpijską na Igrzyskach Olimpijskich w Barcelonie. Z kolei w 1994 roku selekcjoner Abdellah Blinda powołał go do kadry na Mistrzostwa Świata w USA. Na tym turnieju zaliczył wszystkie trzy spotkania reprezentacji, przegrane 0:1 z Belgią i po 1:2 z Arabią Saudyjską oraz z Holandią. W swojej karierze zaliczył także turnieje takie jak Puchar Narodów Afryki 1998 i Puchar Narodów Afryki 2000. W kadrze narodowej grał do 2000 roku i rozegrał w niej 40 meczów oraz strzelił 5 bramek.